# Mimomyia levicastilloi
Mimomyia levicastilloi är en tvåvingeart som beskrevs av Alexis Grjebine 1985. Mimomyia levicastilloi ingår i släktet Mimomyia och familjen stickmyggor.
Artens utbredningsområde är Madagaskar. Inga underarter finns listade i Catalogue of Life.